# Volkswagen Tarek
La Volkswagen Tarek è un fuoristrada da competizione realizzato dalla Volkswagen nel 2003.

## Contesto
La vettura, presentata presso il Motor Show di Essen, è stata concepita per Partecipare alla Parigi-Dakar del 2003. I piloti scelti erano Jutta Kleinschmidt, Stéphane Henrard e Dieter Depping. Al termine della competizione Henrard giunse al 6º posto, la Kleinschmidt all'8°

## Tecnica
Il propulsore impiegato sulla vettura era un 1.9 turbodiesel da 218 CV e 390 N·m di coppia motrice. Esso era equipaggiato di iniezione diretta iniettore-pompa e turbina a geometria variabile. Il telaio e tubolare in acciaio ed è ricoperto da una carrozzeria in fibra di carbonio. Le sospensioni sono a doppi triangoli su ogni lato con molle elicoidali e ammortizzatori regolabili, mentre i cerchi installati sono da 16' all'anteriore e da 15' al posteriore. Il cambio che trasmette la potenza alla trazione è posteriore e manuale a cinque marce. Il serbatoio è da 250 litri.